# Vincenzo Ferrari
Vincenzo Ferrari (* 1941 in Cremona, Lombardei; † 2010) ist ein italienischer Maler, Autor und Filmemacher.

## Leben und Werk
Vincenzo Ferrari ist 1941 in Cremona geboren. Seine Familie zog kurz nach seiner Geburt in das nahe gelegene Mailand. Ab 1960 studierte Vincenzo Ferrari an der Accademia di Belle Arti di Brera bei Gianfilippo Usellini. Später wurde Ferrari als Professor an die Accademia di Belle Arti di Brera berufen. Seit 1969 verbindet ihn eine Freundschaft mit Vincenzo Agnetti.
1973 gründeten Vincenzo Ferrari, Ugo Carrega und Claudio Salochi das „Centro di Ricerca Non Finalizzata“ und brachten das Buch „Gli oggetti recuperati della nostra infanzia“ und den Film „Oggetti sani, oggetti malatti“ heraus.
Mit Ugo Carrega bereitete Vincenzo Ferrari das Manifest La Nuova Scrittura/New Writing vor, welches 1975 von ihnen selbst und Vincenzo Accame, Martino and Anna Oberto, Corrado D’Ottavi, Rolando Mignani und Liliana Landi unterzeichnet wurde.
Seit 1976 arbeitete Vincenzo Ferrari mit Alik Cavaliere zusammen.

## Ausstellungen (Auswahl)
- 1972: 36. Biennale di Venezia
- 1977: documenta 6, Kassel